# 咲く良
「咲く良」（さくら）は、2009年に発表された尺八デュオ黒船の代表曲。

## 概要
ミニアルバム平城遷都1300年祭前夜祭記念-黒船miniCD-（限定50枚、2009年8月発売）にて初めてliveテイクが収録された。また、続く1stアルバム『黒船』にも「live ver」として収録されている。
この曲について作曲者の秀は、コンサートMCで「小学校3年の時に吉野の桜を見上げてつくった鼻歌のようなもの」と話しており、アメリカ人尺八家、スミス叙趣と日米和楽器ユニット「黒船」を結成したことを機に、尺八とピアノにアレンジし直した曲と紹介している。

## 楽器編成
尺八（1尺8寸管）、ピアノ（シンセサイザーの時もある）